# Niles (Illinois)
Niles es una villa ubicada en el condado de Cook en el estado estadounidense de Illinois. En el Censo de 2010 tenía una población de 29.803 habitantes y una densidad poblacional de 1.968 personas por km².

## Geografía
Niles se encuentra ubicada en las coordenadas 42°1′40″N 87°48′36″O / 42.02778, -87.81000. Según la Oficina del Censo de los Estados Unidos, Niles tiene una superficie total de 15.14 km², de la cual 15.14 km² corresponden a tierra firme y (0%) 0 km² es agua.

## Demografía
Según el censo de 2010, había 29.803 personas residiendo en Niles. La densidad de población era de 1.968 hab./km². De los 29.803 habitantes, Niles estaba compuesto por el 76.26% blancos, el 1.38% eran afroamericanos, el 0.11% eran amerindios, el 16.7% eran asiáticos, el 0.03% eran isleños del Pacífico, el 3.41% eran de otras razas y el 2.11% pertenecían a dos o más razas. Del total de la población el 8.66% eran hispanos o latinos de cualquier raza.